# Ааронсон, Марк
Марк Ааронсон (англ. Marc Aaronson; 24 августа 1950 — 30 апреля 1987) — американский астроном, родом из Лос-Анджелеса.

## Образование и карьера
Ааронсон обучался в Калифорнийском технологическом институте, где в 1972 году получил степень бакалавра наук. В 1977 году он получил степень доктора философии в Гарвардском университете с диссертацией на тему апертурной фотометрии галактик в ближнем ИК-диапазоне, после чего стал постдокторатом в обсерватории Стюарда в Аризонском университете, а в 1988 году — экстраординарным профессором астрономии. В 1981 году Ааронсон и Джереми Моулд выиграли Премию Жоржа ван Бисбрука. Через три года, в 1984 году, он также получил Премию Ньютона Лэйси Пирса по астрономии от Американского астрономического общества, а в 1983 году — Премию Барта Ян Бока от Гарвардского Университета.
Его работа была сконцентрирована в трёх областях: определение константы Хаббла (H0) через Зависимость Талли — Фишера, исследование углеродных звёзд и распределение их скоростей в карликовых сфероидальных галактиках.
Ааронсон был одним из первых астрономов, занимавшихся визуализацией тёмной материи с помощью термографии. Он «фотографировал» инфракрасные нимбы неизвестной материи вокруг галактик, которая могла быть тёмной материей.

## Смерть
Ааронсон погиб в результате несчастного случая вечером 30 апреля 1987 года в куполе четырехметрового телескопа «Nicholas U. Mayall Telescope» Национальной обсерватории Китт-Пик. Ааронсон был раздавлен люком, ведущим к мостику, когда тот захлопнулся. Переключатель на люке автоматически отключил мотор поворота купола, но по инерции купол продолжил своё движение на несколько секунд, что позволило наружной лестнице столкнуться с открывающимся наружу люком. После происшествия эта ошибка в конструкции была исправлена: лестница была обрезана, а люк стал открываться вбок, параллельно стене купола, а Ааронсон получил Премию Дарвина за свою смерть.
В честь Марка Ааронсона был назван астероид «3277 Aaronson».